# Камергер стула
Камергер стула (англ. Groom of the Stool, официальное название Groom of the King’s Close Stool) — придворный (камергер), помогающий монарху в удовлетворении его естественных потребностей. В обязанности камергера входило обеспечение короля всеми принадлежностями для туалетных нужд.
Несмотря на необычность должности, она была очень востребована даже среди дворян и давала ряд привилегий. Физическая близость роли камергера стула приводила к тому, что он становился той персоной, которому король доверял и с которым делился многими секретами. Камергер короля был слугой мужского пола, отвечал за поставку чаши с водой и полотенец, а также осуществлял контроль за диетой короля и работой его кишечника.

## История

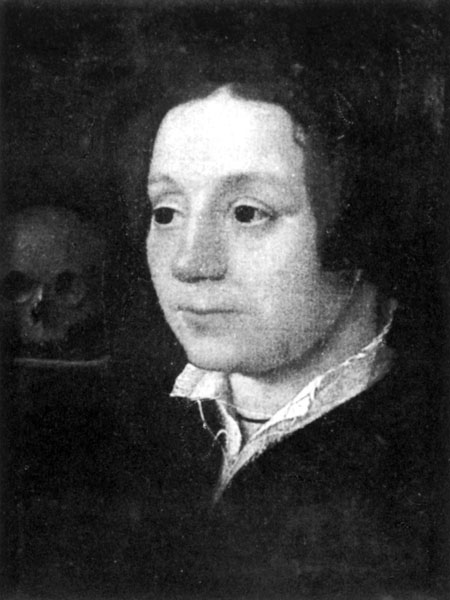
Кэт Эшли на картине неизвестного автора

Должность камергера стула известна с начала Тюдоровского периода. В первые годы правления Генриха VIII этот титул присваивался придворным товарищам короля, которые проводили с ним время в тайной палате. Обычно это были сыновья дворян или знатных господ, которые с течением времени стали действовать как личные секретари короля. Естественно, что эта должность была особенно ценной, поскольку позволяла беспрепятственно общаться с королем.
При Елизавете I эту функцию выполняла Первая леди опочивальни, Кэт Эшли.
Король Эдуард VII, заняв английский трон в 1901 году, упразднил должность камергера стула.
Должность камергера стула королей Англии занимали:
- При Генрихе VII:[2]
  -  ?-?: сэр Эдвард Бёртон
  -  ?-1509: Хью Денис[англ.]
- При Генрихе VIII:
  - 1509—1526: сэр Уильям Комптон
  - 1526—1536: сэр Генри Норрис
  - 1536—1546: сэр Томас Хинидж
  - 1546—1547: сэр Энтони Денни
- При Эдуарде VI:
  - 1547—1551: сэр Майкл Стэнхоуп
- При Якове I:
  - 1603-?: Томас Эрскин, 1-й граф Келли
- При Карле I:
  - 1625—1631: сэр Джеймс Фуллертон[англ.]
  - 1626—1643: Генри Рич, 1-й граф Холланд
  - 1643—1649: Уильям Сеймур, 2-й герцог Сомерсет
  - 1649-?: Томас Блэгге[англ.]
- При Карле II:
  - 1660: Уильям Сеймур, 2-й герцог Сомерсет
  - 1660—1685: сэр Джон Гренвиль, 1-й граф Бат
- При Якове II:
  - 1685—1688: Генри Мордаунт, 2-й граф Петерборо[англ.]
- При Вильгельме III:
  - 1689—1700: Уильям Бентинк, 1-й граф Портленд
  - 1700—1702: Генри Сидни, 1-й граф Ромни[англ.]
- При Георге I:
  - 1714—1719: Лайонел Сэквилл, 1-й герцог Дорсет
  - 1719—1722: Чарльз Спенсер, 3-й граф Сандерленд
  - 1722—1723: было вакантно
  - 1723—1727: Фрэнсис Годольфин, 2-й граф Годольфин
- При Георге II:
  - 1727—1735: Фрэнсис Годольфин, 2-й граф Годольфин
  - 1735—1750: Генри Герберт, 9-й граф Пембрук
  - 1751—1755: Виллем ван Кеппель, 2-й граф Албемарл
  - 1755—1760: Уильям Нассау де Зюйлштейн, 4-й граф Рочфорд[англ.]
- При Георге III:
  - 1760—1761: Джон Стюарт, 3-й граф Бьют
  - 1761—1770: Фрэнсис Гастингс, 10-й граф Хантингдон
  - 1770—1775: Джордж Херви, 2-й граф Бристоль
  - 1775: Томас Тинн, 1-й маркиз Бьют
  - 1775—1782: Джон Ашбернем, 1-й граф Ашбернем[англ.]
  - 1782—1796: Томас Тинн, 1-й маркиз Бьют
  - 1796—1804: Джон Кер, 3-й герцог Роксбург
  - 1804—1812: Джордж Финч, 9-й граф Уинчилси
  - 1812—1820: Чарльз Паулет, 13-й маркиз Уинчестер
- При Георге IV:
  - 1820—1830: Чарльз Паулет, 13-й маркиз Уинчестер
- При Вильгельме IV:
  - 1830—1837: Чарльз Паулет, 13-й маркиз Уинчестер
- При принце-консорте Альберте (супруг королевы Виктории):
  - 1840—1841: Роберт Гросвенор, 1-й барон Эбери[англ.]
  - 1841—1846: Браунлоу Сесил, 2-й маркиз Эксетер
  - 1846—1859: Джеймс Гамильтон, 1-й герцог Аберкорн
  - 1859—1861: Джон Спенсер, 5-й граф Спенсер
- При Эдуарде, принце Уэльском:
  - 1862—1866: Джон Спенсер, 5-й граф Спенсер
  - 1866—1877: было вакантно
  - 1877—1883: сэр Уильям Ноллис[англ.]
  - 1883—1901: Джеймс Гамильтон, 2-й герцог Аберкорн